# Euchromia sangirica
Euchromia sangirica là một loài bướm đêm thuộc phân họ Arctiinae, họ Erebidae.